# Територијална организација Србије
Територијална организација Србије уређена је Законом о територијалној организацији Републике Србије, који је Народна скупштина усвојила 29. децембра 2007. године, а мање измене и допуне истог закона доношене су током наредних година (2016, 2018, 2020). Према Закону, територијалну организацију Србије чине следеће територијалне јединице: општине (145), градови (28) и Град Београд (укупно: 174 јединице локалне самоуправе), као и две аутономне покрајине (Војводина и Косово и Метохија).
Територију локалних самоуправа чине насељена места, односно подручја катастарских општина која улазе у састав ових јединица локалне самоуправе. Границе јединица локалне самоуправе утврђене су границама одговарајућих катастарских општина са њене територије.
Насељено место је део територије јединице локалне самоуправе, који има изграђене објекте за становање и привређивање, основну комуналну инфраструктуру и друге објекте за задовољавање потреба становника који су ту стално настањени. Насељено место може бити у саставу само једне јединице локалне самоуправе.
Општина је основна територијална јединица у којој се остварује локална самоуправа, која је способна да преко својих органа самостално врши сва права и дужности из своје надлежности и која има најмање 10.000 становника.
Град је територијална јединица утврђена овим законом, која представља економски, административни, географски и културни центар ширег подручја и има више од 100.000 становника, а изузетно и мање. Територија града може бити подељена на градске општине. Подела града на градске општине утврђује се статутом града, у складу са законом.
Регион Београда (Град Београд) има статус посебне територијалне јединице у Србији, која има своју управу: Скупштину Града Београда, градоначелника Града Београда, Градско веће Града Београда и Градску управу Града Београда. Територија Града Београда је подељена на 17 градских општина, које имају своје локалне органе власти. Подела Града Београда на градске општине утврђује се Статутом Града Београда.
Органи општина су: скупштина општине, председник општине, општинска управа и општинско веће
Органи градова: Скупштина градова, градоначелник, градска управа и градско веће
Након преласка Косова и Метохије под привремену управу УНМИК 1999. године после рата на Косову и Метохији, у овој покрајини је усвојена другачија територијална организација. Окрузи какве познаје Србија (описани у овом чланку) функционишу једино у срединама које већински настањују Срби.

## Управни окрузи
Управни окрузи су облик организације државне управе Републике Србије, намењени декоцентрацији органа државне управе. Немају надлежности локалне самоуправе нити су део територијалне организације Републике Србије. Те су основна сходно Закону о државној управи је одређено да се управни округ образује ради вршења послова државне управе изван седишта органа државне управе.
Успостављени су Уредбом о управним окрузима, која је донета у складу са Законом о државној управи 27. фебруара 2006. године. Том уредбом су успостављени следећи управни окрузи:
| Управни окрузи                   | Градови, општине и градске општине |
| -------------------------------- | --- |
| Град Београд                     | Барајево, Вождовац, Врачар, Гроцка, Звездара, Земун, Лазаревац, Младеновац, Нови Београд, Обреновац, Палилула, Раковица, Савски Венац, Сопот, Стари град, Сурчин, Чукарица. |
| Мачвански управни округ          | Шабац, Богатић, Лозница, Владимирци, Коцељева, Мали Зворник, Крупањ, Љубовија.                                                                                              |
| Колубарски управни округ         | Ваљево, Осечина, Уб, Лајковац, Мионица, Љиг. |
| Подунавски управни округ         | Смедерево, Смедеревска Паланка, Велика Плана |
| Браничевски управни округ        | Велико Градиште, Пожаревац, Голубац, Мало Црниће, Жабари, Петровац на Млави, Кучево, Жагубица.                                                                              |
| Шумадијски управни округ         | Крагујевац, Аранђеловац, Топола, Рача, Баточина, Кнић, Лапово. |
| Поморавски управни округ         | Јагодина, Ћуприја, Параћин, Свилајнац, Деспотовац, Рековац. |
| Борски управни округ             | Бор, Кладово, Мајданпек, Неготин. |
| Зајечарски управни округ         | Бољевац, Књажевац, Зајечар, Сокобања. |
| Златиборски управни округ        | Бајина Башта, Косјерић, Ужице, Пожега, Чајетина, Ариље, Прибој, Нова Варош, Пријепоље, Сјеница.                                                                             |
| Моравички управни округ          | Чачак, Горњи Милановац, Лучани, Ивањица. |
| Рашки управни округ              | Краљево, Врњачка Бања, Рашка, Нови Пазар, Тутин. |
| Расински управни округ           | Варварин, Трстеник, Ћићевац, Крушевац, Александровац, Брус. |
| Нишавски управни округ           | Ниш, Алексинац, Сврљиг, Мерошина, Ражањ, Медијана, Нишка Бања, Палилула, Пантелеј, Црвени Крст, Дољевац, Гаџин Хан.                                                         |
| Топлички управни округ           | Прокупље, Блаце, Куршумлија, Житорађа. |
| Пиротски управни округ           | Бела Паланка, Пирот, Бабушница, Димитровград. |
| Јабланички управни округ         | Лесковац, Бојник, Лебане, Медвеђа, Власотинце, Црна Трава. |
| Пчињски управни округ            | Владичин Хан, Сурдулица, Босилеград, Трговиште, Врање, Бујановац, Прешево.                                                                                                  |
| Косовски управни округ           | Подујево, Обилић, Приштина, Косово Поље, Глоговац, Штимље, Штрпце, Урошевац, Качаник, Липљан.                                                                               |
| Пећки управни округ              | Исток, Пећ, Клина, Дечани, Ђаковица. |
| Призренски управни округ         | Сува Река, Ораховац, Призрен, Гора. |
| Косовскомитровачки управни округ | Зубин Поток, Лепосавић, Звечан, Косовска Митровица, Србица, Вучитрн. |
| Косовскопоморавски управни округ | Косовска Каменица, Ново Брдо, Гњилане, Витина. |
| Сремски управни округ            | Шид, Стара Пазова, Сремска Митровица, Рума, Пећинци, Ириг, Инђија. |
| Севернобанатски управни округ    | Ада, Кањижа, Кикинда, Нови Кнежевац, Сента, Чока. |
| Јужнобанатски управни округ      | Алибунар, Бела Црква, Вршац, Ковачица, Ковин, Опово, Панчево, Пландиште. |
| Средњобанатски управни округ     | Житиште, Зрењанин, Нова Црња, Нови Бечеј, Сечањ. |
| Севернобачки управни округ       | Бачка Топола, Мали Иђош, Суботица. |
| Западнобачки управни округ       | Апатин, Кула, Оџаци, Сомбор. |
| Јужнобачки управни округ         | Бач, Бачка Паланка, Бачки Петровац, Беочин, Бечеј, Врбас, Жабаљ, Град Нови Сад, Нови Сад, Петроварадин, Србобран, Сремски Карловци, Темерин, Тител.                         |

- Територијална организација и окрузи у Србији 1993. године
- Територијална организација и окрузи у Србији 2001. године
- Територијална организација и окрузи у Србији 2005. године
- Територијална организација и управни окрузи у Србији 2009. године
- Територијална организација и управни окрузи у Србији 2010. године
- Судови опште надлежности у Србији 2008. године